# Dasypolia mitis
Dasypolia mitis är en fjärilsart som beskrevs av Rudolf Püngeler 1906. Dasypolia mitis ingår i släktet Dasypolia och familjen nattflyn. Inga underarter finns listade i Catalogue of Life.